# جودیت ووسلی
جودیت ووسلی (انگلیسی: Judith Vosselli; ۲۵ ژوئن ۱۸۹۵ – ۱۸ سپتامبر ۱۹۶۶) بازیگر اهل ایالات متحده آمریکا بود.